# Cerro Killmani
Cerro Killmani är ett berg i Bolivia.   Det ligger i departementet La Paz, i den centrala delen av landet, 400 km nordväst om huvudstaden Sucre. Toppen på Cerro Killmani är 2 525 meter över havet.
Terrängen runt Cerro Killmani är mycket bergig, och sluttar österut. Runt Cerro Killmani är det glesbefolkat, med 12 invånare per kvadratkilometer.. 
Omgivningarna runt Cerro Killmani är i huvudsak ett öppet busklandskap.